# フェリシテ・ド・ラムネー

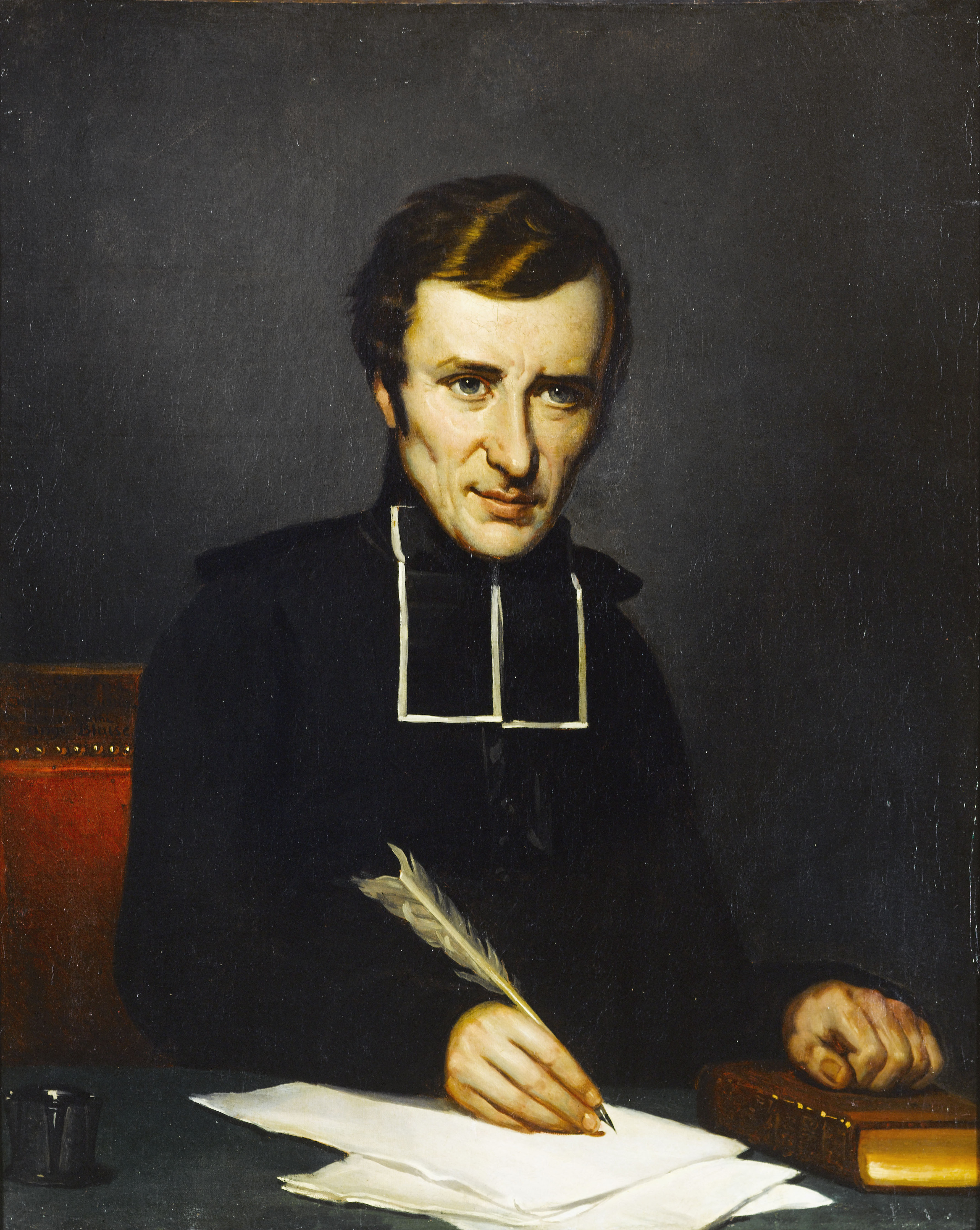
フェリシテ・ロベール・ド・ラムネー

フェリシテ・ロベール・ド・ラムネー（Félicité-Robert de Lamennais、1782年6月19日 - 1854年3月1日）は、フランス・カトリックの聖職者・思想家。キリスト教社会主義者。

## 生涯
ブルターニュ地方の富裕な船主で貿易商をかね、貴族の称号をもつ父のもとに生まれた。生来体格が悪く病身であり、神経質で興奮しやすく憂鬱症でもあったという。母を早くに亡くし、父は大革命の影響で傾きかけた事業に熱中し、子供の教育に時間をさけなかったため、伯父の指導以外にはほとんど独力でラテン語・ギリシア語やその他の近代語の初歩を学んだ。初め彼は18世紀のイデオローグ・哲学者に興味をもち、特にルソーに深く傾倒した。そのため聖体拝領を受けることを迷い、22歳までこの儀式をすませなかったという。
1797年に父とともにパリに赴き、その地の新聞に一文を寄稿した。1802年には伯父の出した「哲学者評論」というパンフレットに序文を書き、神の存在と霊魂不滅について論じている。1805年にはラ・シェーネーの別荘に兄ジャンとともに引きこもり、古代の言語や文学、教皇や正統派の論議、聖職者の伝記や護教家の論説を研究した。そうした研究の成果として1808年に『18世紀のフランスにおける教会の様相と現状に関する考察』（Réflexions sur l'état de l'église en France pendant le 18ieme siècle et sur sa situation actuelle）を公表した。これはウルトラ・カトリックの傾向が司法当局の嫌疑を受け、再版は1814年になるまで許されなかった。
1811年に家業を継ぐことを断念し、兄が設立したサン・マロ神学校に入り、もっぱら数学の勉強をした。1814年には兄との共著になる『カトリック教会の伝統』（Tradition de l'Eglise）の印刷のためにパリに行き、翌年にナポレオンがエルバ島からもどって来るという知らせを受けた。かねてナポレオンの国策による国立大学の唯物論的傾向を非難していたことが迫害の理由となることを考慮し、イギリスに渡る。亡命貴族の擁護者であったキャロンという司祭に会い、その感化を受けてフランスに帰った1816年に僧侶となった。
1817年に『宗教に対する無関心論 Essai sur l'indifférence en matière de religion 』の第1巻を発表。1820年に第2巻、1822年から23年に第3巻と第4巻を公表するたびに、その主旨がカトリックの賞賛を受けると同時に、自説を擁護するさいの極端な論法や激越な語調が聖職者にまで反感をおぼえさせ、宗教界の議論の的となった。この著書は無神論者はもとより、理神論・プロテスタント・自由主義・議会制度・大学教育・フランス革命などを難詰するものだったため、フランスの聖職者・政府の疑念を招き、ローマ教皇・レオ12世の承認を得て一時的な仲裁がなったほどであった。それでも足りずラムネーは1826年に『政治的および社会的方面との関係において考察された宗教について』（De la religion considérée dans ses rapports avec l'ordre civil et politique）において、13世紀のインノケンティウス3世が主張した神権政体を理想の政治形態として呈示し、フランスのガリカニスムを論駁した。司法上の訴訟が彼に対して起こされ、裁判所は著書を差し押さえて30フランの罰金を科した。
論争につぐ論争、極度の心労のために1826年から重い病気にかかり、さらに軽率にも保証人を引き受けた書店が倒産し、彼自身も破産する。この時期が彼の思想の転機となった。1828年の『大革命の進歩および教会に対する闘争』（Les Progrès de la revolution et de la guerre contre l'église）では、「世界を救うべき真理が本来の進歩を遂げるためには、広汎な自由が必要」と論じ、自由主義にも一定の譲歩を示している。さらに議論の自由を弾圧していた当時のシャルル10世の政府に対する攻撃に転じる。
1830年の革命の時期に新聞『未来』（Avenir）を創刊し、教育と出版の自由、政教分離、僧禄の国庫支弁の廃止、教皇とフランス政府の和親条約の廃止などを訴えた。さらにこれらを実現するために普通選挙の施行と、広範囲にわたる地方分権を主張した。その年の11月に『未来』は司教制度を論じた文により、重罪裁判所の審議にかけられたがこれは無罪と決した。ラムネーは“宗教的自由擁護のための全国委員会”（Agence générale pour la défense de la liberté religieuse）を設立し、1831年に文部省の許可なしに小学校を開設しようとして官憲により閉鎖されるというアクシデントをともないつつ、各地で抗争を展開した。上層の聖職者の非難があいついだため、1831年11月15日に『未来』を一時刊行停止し、ローマ教会に裁断を仰いだところ、翌年8月15日の教皇の回状により、『未来』の理論は正式に否認されてしまった。故郷のラ・シェーネーへもどり、1834年『信者の言葉』（Paroles d'un croyant）を完成させるが、この著書も教皇グレゴリウス16世に否認され、同時に破門にされた。
以後のラムネーは教皇を至上とする思想から解放され、サン・シモンの流れをくむ独特の社会主義者として活動する。1848年の二月革命後に新聞『立憲民衆党』（Peuple constituant）を創刊し、パリ地区から国民議会の代議士に選ばれ、憲法制定議会に所属。7月10日の選挙法改正・供託金制度の復活に怒り、新聞の刊行を停止した。一時、新聞『革新』（La Reforme）の主宰を任された他は、政治活動から遠ざかり、ダンテの『神曲』の翻訳や『評論集』（Discours critiques）の改訂増補に従った。肋膜炎によりパリで没する。「貧民の墓地に、墓標を立てず、どこの教会の儀式もなく葬ること」という遺言であった。

## その他の著書
- ローマの子供 （Les Affaires de Rome, des maux de l'église ci de la société 1837年）
- 民衆に与える書 （Le Livre du peuple 1837年）
- 近代における隷属 （De l'esclavage moderne 1839年）
- 民衆の政治 （Politique a l'usage du peuple 1839年）
- 国家と政府 （Le Pays et le gouvernement 1840年）
- 牢獄の声 （Une voix de prison ）